# 세라 초크
세라 초크(Sarah Chalke, 1976년 8월 27일 ~ )는 캐나다의 배우이다.

## 출연 작품
- 마더스 데이 (2016)
- 애프터 더 리얼리티 (2015)
- 하우 투 리브 위드 유어 페어런츠 (2013)
- Mad Love (2011)
- 프렙 & 랜딩 (2009)
- 마마 보이 (2007)
- 카오스 이론 (2007)
- 알케미 (2005)
- 더 레이트 레이트 쇼 위드 크레이그 퍼거슨 (2005)
- 내가 그녀를 만났을 때 1 (2005)
- 까칠한 그녀의 달콤한 연애비법 (2005)
- 카슨 데일리 쇼 (2002)
- 스크럽스 시즌1 (2001)
- 킬 미 레이터 (2001)
- 더 레이트 레이트 쇼 위드 크레이그 킬본 (1999)
- 와이 투 케이 (1999)
- 마더스 킬러 (1997)
- 로빈 오브 락슬리 (1996)
- 킬링 포인트 (1996)
- 킬러의 본능 (1993)
- 시티 보이 (1992)
- 로잔느 아줌마 (1988)